# Réseau Polytech
Ne doit pas être confondu avec École polytechnique (France).
 (mars 2022).
Pour les articles homonymes, voir École polytechnique.
Le réseau Polytech est le regroupement des 16 écoles d'ingénieurs polytechniques publiques des universités. Elles font partie des 204 écoles d'ingénieurs françaises accréditées par la CTI (Commission des Titres d'Ingénieurs) au 1er septembre 2020 à délivrer un diplôme d'ingénieur.
Le réseau a été fondé en 2003 dans le but d'accroître la visibilité de ses écoles au niveau national et international.
Les écoles du réseau recrutent via :
- concours Geipi Polytech après l'obtention du baccalauréat ou
- sur concours e3a à bac+2.

Ces concours sont nationaux et communs avec d'autres écoles d'ingénieurs. Les écoles Polytech sont liées avec des universités à dominante scientifique et/ou technologique.

## Historique
Les écoles polytechniques universitaires résultent de l’application de la loi qui prévoit la création, à côté des universités de technologie (art. 12), de centres polytechniques universitaires (art. 13) « ayant pour mission la formation des ingénieurs, le développement de la recherche et de la technologie ». Ces centres doivent avoir « un flux annuel d’entrées au moins égal à deux cent cinquante étudiants » et ont le statut  d'écoles internes des universités.
Cet article de loi est resté en sommeil jusqu’en 1999, où il a servi de cadre juridique pour la fusion au sein de l’université de Nantes, de ses 2 écoles internes l’IRESTE et l’ISITEM avec une école privée de Saint Nazaire (ESA-IGELEC). L’École polytechnique de l'université de Nantes a été créée par un arrêté publié au Journal Officiel le 1er janvier 2000. 

L'objectif du ministère était d’établir un modèle générique pour les regroupements des écoles d’ingénieurs dans les universités : écoles dont le nombre était en forte progression, mais qui étaient souvent très spécialisées et qui souffraient d’un manque de visibilité .

La dénomination administrative « d’écoles polytechniques universitaires » a été retenue  et un cahier des charges a été établi par le ministère; leurs statuts dans les universités, leur organisation en réseau national se sont inspirés de ceux des Instituts universitaires de technologie à la notoriété bien établie. En tant que  écoles internes des universités, elles disposent d'une autonomie de gestion et d'orientation au sein de l'université ; elles sont administrées par un conseil élu et dirigées par un directeur, nommé par le ministre chargé de l’enseignement supérieur sur proposition du conseil.
Très rapidement, devaient suivre les créations : en 2001 de Polytech Marseille, puis en 2002 de Polytech Lille, Polytech Tours, Polytech Orléans et Polytech Grenoble. Elles ont constitué un réseau avec la marque d'usage déposée « Polytech » et un logo commun, adopté le même modèle légal et adhéré à une politique commune de communication et de collaboration pédagogique.
Le réseau Eiffel a été créé dans les années 1990 et réunissait le Centre universitaire des sciences et techniques de Clermont-Ferrand (CUST), l’ École Universitaire de Lille (EUDIL) (devenue Polytech Lille en avril 2002), l’Institut des Sciences de l'Ingénieur de Montpellier (ISIM) et l’ Institut des sciences et techniques de Grenoble (ISTG) (Polytech Grenoble en septembre 2002). En 2004, le réseau Eiffel rejoint officiellement le réseau Polytech en y apportant son expérience, notamment dans l’organisation du recrutement des étudiants et la coordination pédagogique.
Le réseau Polytech est structuré en 2004 avec l’adoption d’une charte pour les futurs candidats, la création d’un bureau et une politique commune de recrutement des étudiants. En 2010, le réseau a adopté une nouvelle charte graphique et un nouveau logo.

## Missions
Les écoles polytechniques universitaires sont définies par le Code de l'éducation, qui prévoit qu’elles aient pour missions :
1. La formation initiale d'ingénieurs, y compris en alternance ou par apprentissage ;
2. La formation continue ;
3. La formation à la recherche ;
4. Le développement de la recherche et de l'innovation technologique ;
5. La valorisation des résultats obtenus sur les plans national et international ;
6. L'aide au développement durable, économique et industriel.

Ces écoles contribuent à la politique internationale de leur université; ainsi qu'au développement des sciences et technologies de l'information et de la communication, y compris appliquées à la formation.

## Écoles
En 2023, le réseau Polytech regroupe quinze écoles faisant partie des 210 écoles d'ingénieurs françaises habilitées par la CTI à délivrer un diplôme d'ingénieur :
| Nom marketing         | Nom de l'École                                                                         | Création | Intégration Réseau Polytech                                                                             |
| --------------------- | -------------------------------------------------------------------------------------- | -------- | --- |
| Polytech Angers       | École polytechnique de l'université d'Angers                                           | 1991     | 2019 |
| Polytech Clermont     | École polytechnique universitaire de l'université Clermont-Auvergne (Clermont-Ferrand) | 1969     | 2006 |
| Polytech Dijon        | Ecole polytechnique universitaire de Dijon                                             |          | 2024 |
| Polytech Grenoble     | École polytechnique de l'université Grenoble-Alpes                                     | 1983     | 2002 |
| Polytech Lille        | École polytechnique universitaire de Lille                                             | 1974     | 2002 |
| Polytech Lyon         | École polytechnique universitaire de l'université Lyon-I                               | 1992     | 2012 (regroupent d'anciens masters avec l'École polytechnique universitaire de Lyon).                   |
| Polytech Marseille    | École polytechnique universitaire de Marseille                                         | 1985     | 2001 |
| Polytech Montpellier  | École polytechnique universitaire de Montpellier                                       | 1969     | 2003 |
| Polytech Nancy        | École polytechnique de l'université de Lorraine (Nancy)                                | 1960     | 2017 |
| Polytech Nantes       | École polytechnique de l'université de Nantes                                          | 1985     | 2000 (regroupement des IRESTE, ISITEM et ESA-IGELEC).                                                   |
| Polytech Nice-Sophia  | École polytechnique de l'université de Nice                                            | 1986     | 2005 (regroupement de l'ESINSA, l'ESSI et du magistère de pharmacologie).                               |
| Polytech Orléans      | École polytechnique de l'université d'Orléans                                          | 1973     | 2002 (regroupement de ESEM et ESPEO).                                                                   |
| Polytech Paris Saclay | École polytechnique universitaire de l'université Paris-Saclay                         | 1983     | 2010 (fusion de plusieurs écoles dont l'école polytechnique de l'université Paris-Sud)                  |
| Polytech Savoie       | École polytechnique universitaire de Savoie (Annecy, Chambéry)                         | 1988     | 2006 (regroupement des anciennes ESIGEC à Chambéry et à ESIA Annecy)                                    |
| Polytech Sorbonne     | École polytechnique universitaire de Sorbonne Université (Paris)                       | 1983     | 2005 (regroupement de l'IFITEP et de l'IST) et 2018 (fusion Paris IV Paris VI).                         |
| Polytech Tours        | École polytechnique de l'université de Tours                                           | 1969     | 2002 (regroupement de deux écoles publiques E3I et EIT et d'un master professionnel universitaire CESA) |

## Cycle préparatoire PeiP
Les étudiants qui intègrent le réseau Polytech après le baccalauréat suivent pendant les deux premières années un cycle préparatoire nommé parcours des écoles d'ingénieurs Polytech (PeiP). Il s'agit d'un cursus dont l'objectif est de préparer les élèves au cycle ingénieur des écoles du réseau Polytech. La formation est composée d'enseignements scientifiques fondamentaux pluridisciplinaires complétée par des cours tournés vers le métier d'ingénieur. Certaines écoles permettent dès la seconde année de PeiP d'orienter son cursus d'ingénieur, en choisissant notamment entre une dominante de mécanique ou d'informatique.
La validation du cycle préparatoire permet d'accéder au cycle ingénieur dans l'une des spécialités proposées par les écoles, en fonction d'un classement sur dossier. Une place de droit est assurée à chaque élève validant ses deux années de PeiP.

## Polytech Alumni
Le rassemblement des écoles et le rapprochement des associations Alumni entraîne la création en 2014 de la fédération Polytech Alumni. Celle-ci lie un partenariat avec les Ecoles et la Fondation Polytech pour offrir un service global aux nouveaux et anciens étudiants pour accélérer les synergies et l'insertion professionnel via  polytech.network, une plateforme commune écoles, étudiants, diplômés.